# Лёбль, Иван
Иван Лёбль (нем. Ivan Löbl, р. 20 мая 1937 года) — швейцарский энтомолог и колеоптеролог словацкого происхождения, крупный специалист по жукам (Coleoptera). Автор открытия и описания более 1500 новых видов.

## Биография
Родился 20 мая 1937 года в Братиславе (Чехословакия). Окончил общеобразовательную и обязательную среднюю школу в Праге и в Двур-Кралове-над-Лабем, куда он был перевезен вместе с матерью по решению полиции из-за ареста отца по политическим мотивам. Он заинтересовался насекомыми ещё в детстве и начал собирать жуков и бабочек в возрасте двенадцати лет. Большое влияние на него оказало знакомство в Градец-Кралове с энтомологом Алешем Сметаной (Aleš Smetana), от которого он получил первые профессиональные рекомендации и с которым он совершил множество экскурсий по Чехии и Словакии. В 1950-е годы другими его учителями были Jan Roubal, Jan Obenberger, Vladimír Balthasar и другие известные энтомологи. В 1955 году он стал членом Чехословацкого энтомологического общества.
С 1959 по 1962 год он работал ассистентом куратора зоологии в Трнавском региональном музее, а затем с 1962 года — в Словацком национальном музее в Братиславе. В 1968 году он получил степень доктора естественных наук в Братиславском университете и стал научным сотрудником отдела энтомологии Музея естественной истории в Женеве (Швейцария). В 1992 году он был назначен куратором и главой того же отдела, а после выхода на пенсию в 1999 году стал почетным куратором, но и после этого продолжал публиковаться. Он изучал, в частности, семейство Staphylinidae, а также подсемейства Scaphidiinae и Pselaphinae. Он описал более 1500 таксонов (включая более 1400 видов) и 350 видов названы в его честь более чем 150 специалистами. Он является автором восьмитомной серии справочных работ «Catalogue of Palaearctic Coleoptera», в которой содержатся первичные сведения по таксономии и распространению 100 000 видов палеарктических жуков. Работа была подготовлена с помощью 200 экспертов и опубликована с 2003 по 2012 год в 8 томах на примерно 6 000 странах.
Этот проект был назван «unvergleichbare Monumentalwerk» (несравненная монументальная работа), или «самым используемым справочником по жукам 21 века», и за него оба редактора получили медаль за выдающиеся достижения от Symposium Internationale Entomofaunisticum Europae Centralis в 2007 году. Его библиография включает более 350 публикаций.
Будучи сотрудником Музея естественной истории в Женеве, он изучал энтомологические коллекции в музеях по всему миру. Помимо коллекций почти всех крупных европейских музеев он изучал крупные коллекции в Нью-Йорке, Оттаве и Торонто, в Канберре (Австралия), а также в азиатских музеях — в Кучинге, Мацуяме и Токио. Его исследования в коллекциях музеев мира доктор Иван Лёбль дополнил десятками экспедиций практически по всему всему миру. Помимо стран Центральной и Южной Европы, он побывал в коллекционных экспедициях в Алжире (1988), Египте (1966), на Берегу Слоновой Кости (1977), в Израиле (1973, 1981), Турции (1975, 1976, 1978 и 1986), посетил Шри-Ланку (1970), Индию (1972, 1978 и 1979), Пакистан (1983), Непал (1981, 1983 и 1984), Таиланд (1985 и 2002), Индонезию (1989, 1991), Малайзию (1987, 1993, 1994, 1999 и 2001), Филиппины (1995), Японию (1980), США (1977, 1988), Канаду (1977, 1988) и Новую Каледонию (1997, 1998). Он собрал огромное количество материала, в основном по почвенной колеоптерофауне и фауне, связанной с грибами.

## Семья
Перед началом Второй мировой войны в 1939 году вся семья Лёблев эмигрировала в Великобританию и только в 1945 году они вернулись в Прагу. В 1949 году его родителей арестовали как «врагов социалистического строя». В дальнейшем он воспитывался тётей (сестрой отца) и матерью (освобождённой в мае 1950 года), они скитались по провинциальным городам и лишь в 1955 году получили разрешение властей поселится в Братиславе. Ивана не брали на учёбу и работу по политическим причинам, он подрабатывал чернорабочим на фабриках, а с 1957 года почти два года был безработным. Отец Eugen Löbl (14.5.1907, Holíč — †8.8.1987, Нью-Йорк, США) во время Второй мировой войны эмигрировал в Великобританию, где сотрудничал с изгнанным чехословацким правительством; после войны был первым заместителем министра внешней торговли. Арестован в 1949 году, обвинен в сотрудничестве в создании так называемого «Антигосударственного конспиративного центра», приговорен к пожизненному заключению. Полностью реабилитирован в 1963 году, через год назначен директором Братиславского отделения Чехословацкого государственного банка. В 1967—1968 годах принимал активное участие в так называемом «процессе возрождения». После ввода войск Варшавского договора в Чехословакию в 1968 году вместе со всей семьей навсегда эмигрировал в Австрию и затем в Швейцарию и больше на родину не возвращался. Мать Friderika, урождённая Koenig (*28.5.1908, Retz, Австрия — †24.10.1998, Женева, Швейцария). В августе 1966 года Иван Лёбль женился на Daniela Bazalova (*6.9.1942, Piešťany), бывшей сотруднице Словацкого национального музея естественной истории. У них двое сыновей, Игорь (*9.3.1967, Братислава) и Даниэль (*15.2.1969, Женева). Оба окончили Политехнический институт Лозанны (Ecole Polytechnique Fédérale de Lausanne) по специальности «Микротехника».

## Признание
Более 150 биологов посвятили ему около 300 таксонов в знак признания научной деятельности. Его выдающиеся достижения как систематика и колеоптеролога были отмечены в 2007 году «Почетной медалью за выдающиеся достижения в области энтомофаунистики» (In Scientia Entomofaunistica Excellenti) на 20-м Международном симпозиуме по энтомофаунистике в Центральной Европе (SIEEC XX) в Клуж-Напоке, а в 2008 году — он избран почетным членом Швейцарского и Чешского энтомологических обществ (Burckhardt 2008; Matoušek 2008). Он член Swiss Zoological Society и Swiss Entomological Society; с 1992 по 1999 годы был членом редколлегии Revue suisse de Zoologie. В 1964 году он основал и до 1968 года был редактором журнала «Annotationes zoologicae et botanicae» (Братислава).

### Эпонимия
Таксоны, названные в его честь:
Подсемейство:
- Loebliorylinae Ślipiński, 1991[15]

Роды:
- Claudivania Huggert, 1982
- Loeblaltica Scherer, 1989[16]
- Loeblia Dajoz, 1972[17]
- Loeblibatrus Yin, 2018
- Loebliella Leleup, 1981
- Loeblietus Endrödi, 1979
- Loebliobythus Leleup, 1986
- Loebliorylon Ślipiński, 1991[15]
- Loebliozethus Coulon, 1983
- Loebliquasis Dolin, 1997
- Loeblistiba Pace, 1984
- Loeblites Franz, 1986
- Loeblitoides Jałoszyński, 2019
- Loeblius Pace, 1985

Виды (350)
:
- Abraeus loebli Gomy & Ôhara, 2001
- Aceraius loebli Kon, 2004
- Acrotocepheus loebli Mahunka, 1973
- Acolastus loebli Schöller, 2018
- Aegus loeblei Mizunuma & Nagai, 1973
- Agathidium ivani Angelini, 2002
- Agathidium loebli Angelini & De Marzo, 1983
- Agathidium loeblianum Angelini & De Marzo, 1993
- Allochernes loebli Dashdamirov, 2005
- Allotyphlus loebli Coiffait, 1973
- Amarochara loebli Pace, 1992
- Amaurodera loebli Pace, 1992
- Ambrosiodmus loebli Wood & Bright, 1992
- Amerizus loebli Marggi & Toledano, 2015
- Ampedus loebli Schimmel, 1993
- Anemadus loebli Giachino & Vailati, 1993
- Anisotoma loebli Angelini & De Marzo, 1986
- Anoplodesmus loebli Golovatch, 2000
- Anotylus loebli Hammond, 1979
- Anthaxia loebli Bílý, 2018
- Anthrenus loebli Kadej & Háva, 2010
- Aphodius ivani Stebnicka, 1989
- Archeoglenes loebli Iwan & Kaminski, 2015
- Argiloborus loebli Giachino, 2003
- Aridius lobli Dajoz, 1975
- Arthromelodes loebli Nomura, 1991
- Asternodea loebli Leschen, 1996
- Atheropterus loebli Leleup, 1981
- Atheta ivani Pace, 1990
- Atheta loebli Benick, 1983
- Atheta loebliella Pace, 1990
- Auchenotropis loebli Leleup, 1983
- Aulacobythus loebli Leleup, 1986
- Australocyon loebli Hansen, 2003
- Awas loebli Yin & Li, 2012
- Axiocerylon loebli Besuchet & Ślipiński, 1988
- Basalys loebli Huggert, 1982
- Batoxyla lobli Leleup, 1976
- Batriscenellus loebli Jiang & Yin, 2017
- Batrisiotes loebli Leleup, 1981
- Becvarius loebli Masumoto, 1998
- Belonopelta loebli Baroni Urbani, 1975
- Bembidion inventor Schmidt, 2018[20]
- Bembidion ivanloebli Neri & Toledano, 2018
- Bembidion loebli Schmidt, 2014
- Bembidion praeceptor Schmidt, 2018[20]
- Besuchetionella loebliana Angelini & Peck, 2000
- Besuchetostes loebli Paulian, 1972
- Bolitobius loebli Schülke, 1993
- Bolitolaemus loebli Ardoin, 1980
- Brachygnathellus loebli Zerche, 1991
- Brachypophloeus ivani Schawaller, 2018
- Bruchidius loebli Borowiec, 1985
- Bucharis loebli Medvedev, 1999
- Burmoniscus loebli Taiti & Manicastri, 1988
- Caenoscelis loebli Johnson & Bowestead, 2003
- Caledonogonus loebli Hlaváč, 2009
- Caledonomorpha loebli Cassola, 1989
- Calocheiridius loebli Beier, 1974
- Camptoscaphiella loebli Baehr in Baehr & Ubick, 2010
- Carabus loebli Schweiger, 1968
- Catops loebli Perreau, 1988
- Cephalocosyusa loebli Pace, 1992
- Cerophysa loebli Bezděk, 2018
- Ceylanoparmena loebli Breuning, 1971
- Chelonoidum loebli Kurbatov, 1995
- Chlaenius loebli Saha & Sen Gupta, 1979
- Chromatoiulus loebli Strasser, 1974
- Chromatoiulus loebli Mauriès, 1983, замена для Nepalmatoiulus ivanloebli Enghoff, 1987
- Cissidium loebli Darby, 2020[18]
- Clambus loebli Endrödy-Younga, 1986
- Clambus loeblianus Endrödy-Younga, 1974
- Clavicornaltica loebli Scherer, 1974
- Clidicus loebli Besuchet, 1971
- Coenonica loebli Pace, 1989
- Coenonica loebliana Pace, 1989
- Colasidia loebli Baehr, 1997
- Colenisia ivani Daffner, 1991
- Coleotroctellus loebli Lienhard, 1988
- Colydiopeltis loebli Ślipiński, 1992
- Contacyphon ivanloebli Klausnitzer, 2018
- Corticeus loebli Bremer, 1995
- Coryphium loebli Zerche, 1993
- Cotasteroloeblia Osella, 1983
- Craspedopterus loebli Leleup, 1986
- Creagrophorus loebli Daffner, 1985
- Cryptobium loebli Bordoni, 1980
- Cryptocephalus loebli Sassi, 1997
- Cryptogonus loebli Canepari, 1986
- Ctenisolabis loebli Steinmann, 1983
- Cylindropsis loebli Orousset, 1984
- Cyphon loebli Klausnitzer, 2006
- Cyrtusa loebli Hlisnikovský, 1972
- Declivocondyloides loebli Sudre, 2001
- Derarimus loebli Uhmann, 1994
- Dermatohomoeus loeblianus Daffner, 1988
- Dermestes loebli Háva, 2002
- Derocrania indica loebli Mandl, 1978
- Dianous loebli Rougemont, 1987
- Dianous loeblianus Puthz, 1988
- Dicraspeda loebli Baehr, 1996
- Dima loebli Schimmel, 1991
- Disphaerona loebli Frieser, 1979
- Dropephylla loebli Thayer, 2003
- Dryopomera loebli Švihla, 1996
- Duvalius loebli Casale, Giachino & Vailati, 2018
- Dyschirius ivanloebli Balkenohl & Bulirsch, 2018
- Dyschirius loebli Balkenohl, 1994
- Ectoparyphodes loebli Leleup, 1986
- Edaphus loebli Comellini, 1977
- Eleodimerus loebli Leleup, 1981
- Eleodimerus pseudoloebli Leleup, 1981
- Enochrus loebli Bameul, 1986
- Eocatops loebli Perreau, 1991
- Eorhipidius loebli Batelka & Hájek, 2009
- Ephimerostylus loebli Borovec, 2018
- Epipsocus loebli Badonnel, 1981
- Epirosomella loebli Strasser, 1976
- Euconnus ivani Franz, 1989
- Euconnus ivanloebli Franz, 1980
- Euconnus loebli Franz, 1982
- Euconnus loeblianus Franz, 1982
- Euconosoma loebli Campbell, 1987
- Eudasypeltis loebli Golovatch, 1995
- Eusphalerum caucasicum loebli Zanetti, 1993
- Euspilotus loebli Mazur, 1974
- Falsozotypus loebli Kaszab, 1980
- Fenderia loebli Puthz, 2003
- Fitzingeria loebli Zicsi, 1985
- Gabrius loebli Schillhammer, 1997
- Geoparnus loebli Kodada, Kadubec & Čiampor, 2013
- Geostiba loebli Pace, 1983
- Geostiba loebliana Pace, 1984
- Globosulus loebli Leleup, 1983
- Graphelmis loebli Čiampor & Kodada, 2004
- Gyrophaena loebli Pace, 1989
- Haroldius loebli Paulian, 1987
- Harpactea loebli Brignoli, 1974
- Helochares ivani Hebauer, 1996
- Herbertfranziella loebli Fouqué, 2013
- Heteromeiropsis loebli Pierotti & Bellò, 2004
- Hexarropalus loebli Bečvář & Purchart, 2008
- Histiostoma loebli Mahunka, 1979
- Holophloeus loebli Trýzna & Banář, 2020
- Hoplophthiracarus loebli Mahunka, 1985, Rhacaplacarus loebli (Mahunka, 1985)
- Horaeomorphus loeblianus Franz, 1992
- Horiella loebli Pütz, 2002
- Horniella loebli Yin & Li, 2014
- Hypocyphtus loebliellus Pace, 1985
- Imparipes loebli Mahunka, 1972
- Indiosina loebli Papp, 1980
- Indjapyx loebli Pagés, 1984
- Indocader loebli Péricart, 1981
- Indonemoura loebli Zwick & Sivec, 1980
- Ischiolepta loebli Roháček & Papp, 1984
- Ischnosoma loebli Kocian, 1997
- Isometrus acanthurus loebli Vachon, 1982
- Juliettinus loebli Gomy, 2010
- Kanala loebli Fikáček, 2010
- Kaschmiriosoma loebli Jeekel, 2003
- Kodamaius loebli Badonnel, 1981
- Laena loebli Schawaller, 1998
- Lamingtonium loebli Lawrence & Leschen, 2003
- Laricobius loebli Jelínek & Háva, 2000
- Lathrobium loebli Assing, 2013
- Leiodes loebli Daffner, 1986
- Leistus loebli Perrault, 1985
- Leptaulax loebli Kon, Johki & Araya, 2003
- Leptomastax loebli Castellini, 1994
- Leptusa loebli Pace, 1984
- Limnebius loeblorum Jäch, 1993
- Limulopteryx loebli Hall, 2003
- Liogluta loebli Pace, 1991
- Lissonotocoris loebli Heiss, 2014
- Lissopogonus loebli Deuve, 2009
- Livolia loebli Medvedev, 1974
- Loebliorylon ivani Ślipiński, 2003[21]
- Loeblistiba loebli Pace, 1984
- Lohmannia loebli Mahunka, 1974
- Maculagonum loebli Baehr, 2018
- Madrasostes ivani Ballerio, 2018
- Madrasostes loebli Paulian, 1981
- Maladera loebli Baraud, 1990
- Maltypus loebli Wittmer, 1993
- Masuria loebli Pace, 1989
- Mecyclothorax loebli Baehr, 2002
- Medon loebli Bordoni, 1980
- Megachernes loebli Schawaller, 1991
- Megalopinus loebli Puthz, 1990
- Megalopinus loeblianus Puthz, 2012
- Megarthrus ivani Cuccodoro, 2003
- Megarthrus loebli Cuccodoro, 2018[19]
- Melanotus loebli Platia & Schimmel, 2001
- Mendaxinus loebli Gildenko, 2004
- Meranoplus loebli Schödl, 1998
- Metadromius loebli Mateu, 1986
- Metolinus loebli Bordoni, 2002
- Metopidiothrix loebli Shear, 2002
- Mezira loebli Heiss, 1982
- Micrambe loebli Otero, 1997
- Micrelytriger loebli Nomura, 1997
- Microbolitoneus loebli Grimm, 2017
- Microcharidius loebli Pérez-González & Zaballos, 2018
- Microcylloepus loebli Polizei, 2018
- Microhoria loebli Uhmann, 1989
- Microscydmus loebli Franz, 1980
- Moriosomus loebli Allegro, Giachino & Picciau, 2018
- Myrmoteras ivani Agosti, 1992
- Nandius loebli Coulon, 1990
- Nanotrechiama loebli Belousov & Kabak, 2018
- Nargus ivani Perreau, 2004
- Nargus loebli Giachino & Valanti, 2000
- Naviauxella loebli Matalin, 2018
- Nebria loebliana Huber & Schmidt, 2018
- Neoathousius loebli Schimmel & Platia, 1991
- Neobisnius loebli Last, 1989
- Neotrabisus loebli Leleup, 1981
- Nepalicrepis loebli Scherer, 1989[16]
- Nepalota loebliana Pace, 1991
- Newsteadia  loebli Kozár & Konczné Benedicty, 1999
- Nikkostiba loebli Pace, 1984
- Nosodendron loebli Háva, 2003
- Ochtebius loebli Ferro, 1984
- Ochthephilus loebli Makranczy, 2014
- Octavius loebli Puthz, 1979
- Octavius loeblianus Puthz, 1979
- Octavius loebliellus Puthz, 1984
- Olophrinus loebli Campbell, 1993
- Orestia loebli Biondi, 1992
- Orphnebius loebli Pace, 1992
- Ortheziola loebli Richard, 1990
- Orthoperus loebli Bowestead, 1999
- Osphyoplesius loebli Español, 1975
- Othius loebli Assing, 2003
- Otoclinius loebli Baraud, 1991
- Oxycentrus ivani Ito, 1996
- Oxygastrobythus loebli Leleup, 1986
- Oxypoda loebli Pace, 1992
- Pachycephalopisalia loebli Pace, 1992
- Pachyteria loebli Morati & Huet, 2004
- Pachytrabisus loebli Leleup, 1981
- Paederus loebli Biswas & Sen Gupta, 1982
- Palaeoseopsis loebli Badonnel, 1979
- Paleonura loebli Cassagnau, 1988
- Palnia loebli Stebnicka, 1985
- Paposus loebli O’Keefe, 2003
- Paraleleupidia loebli Mateu, 1981
- Paraneseuthis loebli Jaloszanski, 2015
- Paraploderus loebli Makranczy, 2016
- Parectonura loebli Deharveng, 1987
- Parmaschema loebli Schawaller, 1989
- Parvatinura loebli Cassagnau, 1984
- Passandra loebli Burckhardt & Ślipiński, 2003
- Pathelus loebli Ślipiński, 1982
- Pelioptera loebli Pace, 1991
- Phacosoma loebli Paulian, 1980
- Phaedis loebli Ando, 2018
- Phaenotheriosoma loebli Frieser, 1978
- Phalantias loebli Bonadona, 1982
- Philothermopsis loebli Ślipiński, 1980
- Platiana loebli Schimmel, 1996
- Platychora loebli Jelínek & Hájek, 2018
- Platydema loebli Schawaller, 2006
- Platykochius loebli Iwan, 2005
- Poecilips loebli Schedl, 1972
- Prionocerus loebli Geiser, 2018
- Protochthebius loebli Perkins, 1998
- Protopselaphus loebli Newton & Thayer, 1995
- Psalitrus loebli Bameul, 1992
- Psammodius loebli Pittino, 1980
- Pselaphodes loebli Huang & Yin, 2020
- Pselaphogenius loeblianus Nomura, 2003
- Pselaptrichus loebli Chandler, 2003
- Pseudcolenis loebli Daffner, 1988
- Pseudepilysta loebli Hüdenpohl, 1996
- Pseudoagathidium ivani Angelini, 1996
- Pseudoplandria loebli Pace, 1992
- Ptomaphaginus loebli Szymczakowski, 1972
- Ptomaphaginus loeblianus Perreau, 2008
- Quedius loebli Smetana, 1978
- Reicheiodes loebli Balkenohl, 1994
- Reichenbachia loebli Carlton, 2003
- Rentonellum loebli Kolibáč, 2005
- Rhamphus loebli Germann & Colonnelli, 2018
- Rhyparus loebli Paulian, 1983
- Rhyssemus loebli Petrovitz, 1975
- Rimaderus loebli Bonadona, 1978
- Rimaderus loeblianus Uhmann, 1990
- Saprosites loebli Balthasar, 1972
- Sarmydus loebli Drumont & Weigel, 2010
- Scaphidium ivanloebli Tang, 2018
- Scaphidium loebli Fierroz-Lopez, 2005
- Scaphisoma loebli Tamanini, 1969
- Scopaeus ivani Frisch, 2003
- Scopeus loebli Frisch, 1997
- Scydmaenus burckhardtloebli Franz, 1992
- Scydmaenus ivani Franz, 1980
- Scydmaenus ivanloebli Franz, 1989
- Scydmaenus loebli Franz, 1982
- Scydmaenus loeblianus Franz, 1980
- Scydmobisetia loebli Yin, Zhou & Cai, 2018
- Scymnus loebli Canepari, 1986
- Sericania loebli Ahrens, 2004
- Siamanura lobli Deharveng, 1987
- Siamites loebli Franz, 1989
- Silesis loebli Platia & Schimmel, 1993
- Simplocaria ivani Pütz, 2003
- Simplocaria ivanloebli Pütz, 2002
- Sivacrypticus loebli Kaszab, 1979
- Smetanabatrus loebli Yin & Cuccodoro, 2018
- Spalacosostea loebli Kodada, 1996
- Sparedrus alesivani Švihla, 2006
- Sphuridaethes loebli Pace, 1988
- Starengovia ivanloebli Martens, 2017
- Stelidota loebli Jelínek, 2001
- Stenaesthetus loebli Puthz, 2013
- Stenotarsus loebli Strohecker, 1983
- Stenus loebli Puthz, 1971
- Sternotropa loebli Pace, 1989
- Stetholiodes loebli Angelini & De Marzo, 1987
- Sticholotis loebli Canepari, 1986
- Stiliderus loebli Rougemont, 1985
- Stomylus loebli Ardoin, 1980
- Sumatera loebli Bordoni, 2002
- Syrbatus loebli Leleup, 1981
- Systelloderes loebli Štys & Banař, 2007
- Tachinus loebli Schülke, 2006
- Tachyusa loebli Pasnik, 2006
- Taizonia loebli Döberl, 1991
- Tetrablemma loebli Bourne, 1980
- Tmesisternus loebli Weigel, 2018
- Tomoderus loeblianus Uhmann, 1987
- Torneuma loebli Osella, 1986
- Torodera loebli Döberl, 1998
- Trechus loebli Pawlowski, 1977
- Trechus loeblianus Deuve, 1988
- Trichotichnus ivani Kataev & Schmidt, 2018
- Trichotichnus loebli Ito, 1998
- Trilacuna loebli Grismado, 2014
- Trilophus loebli Balkenohl, 1999
- Troglorhynchus loebli Osella, 1974
- Tropimelytron loebli Pace, 1991
- Trypeticus loebli Kanaar, 2003
- Tychobythinus loebli Hlaváč & Faille, 2018
- Typhlocyptus loebli Pace, 1985
- Uloma loebli Kaszab, 1979
- Veraphis loebli Jałoszyński, 2019
- Xantholinus loebli Bordoni, 1976
- Xyleborus loebli Schedl, 1979
- Zeadolophus loebli Peck, 2003
- Zethopsiola loebli Coulon, 1983
- Zethopsoides rugosus loebli Coulon, 1983
- Zorochrus loebli Dolin, 1999

## Основные труды
Крупный специалист по систематике и фаунистике жесткокрылых насекомых. Открыл и описал около 1500 новых для науки таксонов жуков. Автор более 350 публикаций.
- Löbl I. & Smetana A. 2003. Catalogue of Palaearctic Coleoptera. Volume 1. Archostemata — Myxophaga — Adephaga. Apollo Books, Stenstrup, 819 pp.
- Löbl I. & Smetana A. 2004. Catalogue of Palaearctic Coleoptera. Volume 2. Hydrophiloidea — Histeroidea — Staphylinoidea. Apollo Books, Stenstrup, 942 pp.
- Löbl I. & Smetana A. 2006. Catalogue of Palaearctic Coleoptera. Volume 3. Scarabaeoidea — Scirtoidea — Dascilloidea — Buprestoidea — Byrrhoidea. Apollo Books, Stenstrup, 690 pp.
- Löbl I. & Smetana A. 2007. Catalogue of Palaearctic Coleoptera. Volume 4. Elateroidea — Derodontoidea — Lymexyloidea — Cleroidea — Cucujoidea. Apollo Books, Stenstrup, 935 pp.
- Löbl I. & Smetana A. 2007. Catalogue of Palaearctic Coleoptera. Volume 5. Tenebrionoidea. Apollo Books, Stenstrup, 670 pp.
- Löbl I. & Smetana A. 2010. Catalogue of Palaearctic Coleoptera. Volume 6. Chrysomeloidea. Apollo Books, Stenstrup, 924 pp.
- Löbl I. & Smetana A. 2011. Catalogue of Palaearctic Coleoptera. Volume 7. Curculionoidea I. Apollo Books, Stenstrup, 373 pp.
- Löbl I. & Smetana A. 2017. Catalogue of Palaearctic Coleoptera. Volume 8. Curculionoidea II. Apollo Books, Stenstrup, 700 pp. ISBN 978-90-04-25206-6

### Комментарии
1. ↑  Произношение и написание без мягкого знака (Иван Лёбл) выбрано согласно Словацко-русской практической транскрипции и трём упоминаниям на профильном сайте[4][5][6], где также однажды упомянуто и с мягким знаком (Лебль)[7].